# Sarcoglottis uliginosa
Sarcoglottis uliginosa är en orkidéart som beskrevs av João Barbosa Rodrigues. Sarcoglottis uliginosa ingår i släktet Sarcoglottis och familjen orkidéer. Inga underarter finns listade i Catalogue of Life.